# Kőszegszerdahely, Vas
Kőszegszerdahely  este un sat în districtul Kőszeg, județul Vas, Ungaria, având o populație de 479 de locuitori (2011). 

## Demografie
Componența etnică a satului Kőszegszerdahely
     Maghiari (91,56%)
     Germani (6,89%)
     Necunoscut (0,89%)
     Croați (0,67%)
     Alții (0,89%)
Componența confesională a satului Kőszegszerdahely
     Romano-catolici (59,5%)
     Fără religie (5,43%)
     Luterani (3,76%)
     Reformați (2,3%)
     Atei (1,25%)
     Necunoscută (27,77%)
     Alte religii (1,67%)
Conform recensământului din 2011, satul Kőszegszerdahely avea 479 de locuitori. Din punct de vedere etnic, majoritatea locuitorilor (91,56%) erau maghiari, cu o minoritate de germani (6,89%). Apartenența etnică nu este cunoscută în cazul a 0,89% din locuitori.  Din punct de vedere confesional, majoritatea locuitorilor (59,5%) erau romano-catolici, existând și minorități de persoane fără religie (5,43%), luterani (3,76%), reformați (2,3%) și atei (1,25%). Pentru 27,77% din locuitori nu este cunoscută apartenența confesională.